# 马萨-迪索马
马萨-迪索马（義大利語：Massa di Somma），是意大利坎帕尼亞大區那不勒斯廣域市的一个市镇。总面积3.03平方公里，人口5767人，人口密度1903.3人/平方公里（2009年）。ISTAT代码为063092。